# فريدريك راينال
فريدريك راينال (بالفرنسية:Frédérick Raynal) ، من مواليد سنة 1966م، وهو مطور ألعاب فيديو واشتهر بتصميم لعبة وحيدا في الظلام سنة 1992م على نظام دوس.

## وصلات خارجية
- Ludoïd official website
- فريدريك راينال على موقع IMDb (الإنجليزية)